# Saivo (Jukkasjärvi socken, Lappland, 751692-172617)
Saivo är en sjö i Kiruna kommun i Lappland och ingår i Torneälvens huvudavrinningsområde. Sjön har en area på 0,0731 kvadratkilometer och ligger 301,1 meter över havet.

## Delavrinningsområde
Saivo ingår i det delavrinningsområde (751660-172566) som SMHI kallar för Utloppet av Luongasjärvi. Medelhöjden är 314 meter över havet och ytan är 4,9 kvadratkilometer. Räknas de 15 avrinningsområdena uppströms in blir den ackumulerade arean 250,92 kvadratkilometer. Luongasjoki som avvattnar avrinningsområdet har biflödesordning 2, vilket innebär att vattnet flödar genom totalt 2 vattendrag innan det når havet efter 348 kilometer. Avrinningsområdet består mestadels av skog (59 procent) och sankmarker (19 procent). Avrinningsområdet har 1,03 kvadratkilometer vattenytor vilket ger det en sjöprocent på 21 procent.